# Katarzyna Słuchocka
Katarzyna Słuchocka (ur. 1967 w Poznaniu) – polska architekt, profesor Politechniki Poznańskiej.

## Życiorys
Studia architektoniczne ukończyła z wyróżnieniem na Politechnice Poznańskiej w 1991 roku (Instytut Architektury i Planowania Przestrzennego, Wydział Budownictwa). W tym samym roku rozpoczęła pracę, jako asystentka w  Zakładzie Rysunku, Malarstwa, Rzeźby i Sztuk Wizualnych w IAiPP. Stopień doktora w dziedzinie nauk technicznych uzyskała w 2001 roku (promotor: Marian Fikus, temat rozprawy doktorskiej: Wieża w panoramie miasta Poznania). W 2012 roku ukończyła studia podyplomowe na kierunku Edukacja pedagogiczno-dydaktyczna w obszarze wiedzy technicznej, na Wydziale Fizyki Technicznej Politechniki Poznańskiej. Stopień doktora habilitowanego sztuki, w dziedzinie sztuk plastycznych, dyscyplinie artystycznej - sztuki piękne uzyskała w roku 2016 (Wydział malarstwa i Rysunku Uniwersytet Artystyczny w Poznaniu). W 2016 roku otrzymała II nagrodę w Międzynarodowym Konkursie Małe formy plastyczne - small visual forms (ZPAP Rzeszów).
Swoją twórczość prezentowała na wielu wystawach indywidualnych (Austria, Niemcy, Polska) i zbiorowych (Belgia, Chiny, Czarnogóra, Grecja, Polska, Szwecja, Zjednoczone Emiraty Arabskie). Jest autorką publikacji naukowych, kierownikiem badań naukowych, kuratorką wystaw, organizatorką konkursów i współorganizatorką konferencji. Jej dorobek naukowy i dydaktyczny poparty jest zainteresowaniami łączącymi zagadnienia klasyfikacji przestrzeni architektonicznych w kontekście procesów postrzegania, społecznego oddziaływania form w przestrzeni, zależności oraz wzajemnych relacji pomiędzy obszarami sztuki czystej i projektowej. Obecnie pracuje na stanowisku profesora Politechniki Poznańskiej w Instytucie Architektury Wnętrz i Wzornictwa Przemysłowego na Wydziale Architektury w Poznaniu. W 2023 otrzymała stopień profesora sztuki w dyscyplinie sztuki plastyczne i konserwacja dzieł sztuki.